# Trockenrasen Wriezen und Biesdorfer Kehlen
Das Naturschutzgebiet Trockenrasen Wriezen und Biesdorfer Kehlen liegt im Landkreis Märkisch-Oderland in Brandenburg.
Das rund 140 ha große Gebiet wurde mit Verordnung vom 17. November 2016 unter Naturschutz gestellt. Das aus drei Teilgebieten bestehende Naturschutzgebiet erstreckt sich nordwestlich und südwestlich der Kernstadt von Wriezen. Die B 167 verläuft östlich des nördlichen Gebietes und durch das südliche Gebiet hindurch; die Landesstraße L 33 verläuft am nördlichen Rand des südlichen Gebietes.